# The Good Life (canção de Weezer)
"The Good Life" (em português: A Boa Vida) é uma música da banda americana de rock Weezer, lançada a 24 de Setembro de 1996 como o segundo single do seu segundo álbum, Pinkerton. O lançamento foi feito de modo apressado por parte da gravadora com o objectivo de salvar comercialmente o álbum, não tendo sido a tentativa bem sucedida. 

## Visão Global
"The Good Life" é a primeira faixa da segunda metade de Pinkerton, tendo também sido lançada na versão EP intitulada OZ EP. Esta inicia com uma progressão de acordes de G Maior para E Menor até todos os instrumentos surgirem na altura dos versos.
A música trata a vida do vocalista dos Weezer Rivers Cuomo no tempo em que frequentou a Universidade de Harvard após a cirurgia correctiva que foi feita às suas pernas. Cuomo fala do seu sentimento em estar separado de todos e particularmente da sua vida de estrela rock. A música faz referência ao facto deste ter de andar apoiado numa canadiana na recuperação pós-cirurgia de alongamento da perna. Existe também o desejo de Cuomo voltar às gravações e às digressões. Esta música é o oposto da faixa imediatamente anterior, "Across the Sea", já que ao contrário de falar de uma rapariga específica, aqui Cuomo refere que apenas quer viver a vida.
Na avaliação feita pela allmusic a Pinkerton, na altura do seu lançamento, expectou-se que esta música fosse um hit, referindo que,
| “ | (os) Weezer ainda conseguem criar singles entusiasmantes e fora do comum - "The Good Life" tem um refrão que ainda é mais memorável que o de "Buddy Holly". | ” |

Apesar do single ter possuído um tempo de antena respeitável na rádio em algumas regiões, não foi o suficiente para ajudar o álbum, que rapidamente deixou de vender no final de 1996.

## Lista de Faixas
CD Single Promocional Para Rádio
| N.º | Título                      | Compositor(es) | Duração |  |
| 1.  | "The Good Life" (Remix)     | Rivers Cuomo   | 4:08    |  |
| 2.  | "The Good Life" (Versão LP) | Rivers Cuomo   | 4:19    |  |

CD Retalho Reino Unido, Europa e Japão
| N.º | Título                                   | Compositor(es) | Duração |  |
| 1.  | "The Good Life"                          | Rivers Cuomo   | 4:19    |  |
| 2.  | "Waiting on You"                         | Rivers Cuomo   | 4:13    |  |
| 3.  | "I Just Threw Out the Love of My Dreams" | Rivers Cuomo   | 2:39    |  |

CD "OZ EP" Australiano
| N.º | Título                                   | Compositor(es) | Duração |  |
| 1.  | "The Good Life"                          | Rivers Cuomo   | 4:19    |  |
| 2.  | "Waiting on You"                         | Rivers Cuomo   | 4:13    |  |
| 3.  | "I Just Threw Out the Love of My Dreams" | Rivers Cuomo   | 2:39    |  |
| 4.  | "The Good Life" (Acústico Ao Vivo)       | Rivers Cuomo   | 4:40    |  |
| 5.  | "Pink Triangle" (Acústico Ao Vivo)       | Rivers Cuomo   | 4:26    |  |

## Vídeo Musical
O vídeo musical, gravado a 9 de Novembro de 1996 e realizado por Jonathan Dayton e Valerie Faris, apresenta uma estafeta de pizzas (interpretada por Mary Lynn Rajskub) no seu percurso, destacando a monotonia deste trabalho. O vídeo musical releva-se pelo uso de vários ângulos simultâneos de câmara que compõem fracturas numa imagem completa, numa técnica que é descrita sarcasticamente pelo baixista dos Weezer Scott Shriner no DVD da banda Video Capture Device como,
| “ | (...) tão inovadora que eu nunca mais vi a ser usada. | ” |

Apesar deste comentário, o vídeo musical da banda Blink-182 para o single de 2004 "Always" usa uma técnica similar a esta.
De referir que os realizadores do vídeo voltaram a trabalhar com Mary Lynn Rajskub como Pageant Assistant Pam no seu primeiro filme de longa duração Uma Família à Beira de um Ataque de Nervos.

## Pessoal
- Rivers Cuomo — guitarra principal, vocalista
- Patrick Wilson — bateria, percussão
- Brian Bell — guitarra rítmica, vocalista de apoio
- Matt Sharp — baixo